# Cratere Gráinne
Gráinne  è un cratere sulla superficie di Europa.